# 10601 Hiwatashi
10601 Hiwatashi eller 1996 UC är en asteroid i huvudbältet som upptäcktes den 16 oktober 1996 av den japanska astronomen Akimasa Nakamura vid Kuma Kogen-observatoriet. Den är uppkallad efter Kenji Hiwatashi.
Asteroiden har en diameter på ungefär 12 kilometer.